# Pratts Peak
Der Pratts Peak ist ein 915 m hoher Berg im ostantarktischen Coatsland. In den Haskard Highlands im westlichen Teil der Shackleton Range ragt er 10 km östlich des Mount Provender auf.
Teilnehmer der Commonwealth Trans-Antarctic Expedition (1955–1958) unter der Leitung des britischen Polarforschers Vivian Fuchs kartierten ihn 1957. Luftaufnahmen entstanden 1967 durch die United States Navy. Das UK Antarctic Place-Names Committee benannte den Berg 1972 nach dem Ingenieur David Lynn Pratt (* 1924) und dem Geophysiker John Geoffrey Drewe Pratt (1925–1994), die bei der Expedition zur Mannschaft gehörten, welche die Durchquerung des antarktischen Kontinents bewerkstelligte.